# 前田利理
前田 利理（まえだ としただ）は、上野七日市藩の第6代藩主。七日市藩前田家6代。

## 生涯
元禄13年（1700年）1月18日（『寛政重修諸家譜』では元禄12年（1699年））、七日市藩分家で2500石を領した旗本・前田孝始（苗木山前田家の孝矩の子で七日市藩初代藩主・利孝の孫）の長男として生まれる。宝永5年（1708年）に第5代藩主・利英（母方で従兄、父方でも又従兄にあたる）が死去したため、その養子として家督を継ぐ。正徳3年（1713年）に大和守に任官され、後に従五位下・丹後守に叙位・任官する。しかし藩政は御用人で娘婿の保坂庄兵衛に任せきりで顧みなかったといわれる。
享保8年（1723年）に大坂加番代に任じられ、延享4年（1747年）には駿府加番に任じられる。延享5年（1748年）6月に朝鮮通信使の接待役を務めた。宝暦6年（1756年）11月7日、七日市で死去した。享年57（または58）。跡を四男・利尚が継いだ。

## 系譜
父母
- 前田孝始（実父）
- 長 - 前田利意の三女（実母）
- 前田利英（養父）

正室
- 為子 - 前田正甫の娘

側室
- 星野氏

子女
- 前田市五郎
- 前田安之丞
- 前田又五郎
- 喜和
- 鈴
- 知 - 稲生正熹室
- 菊 - 本多直嗣室
- 純 - 内藤彦右衛門室
- 美代 - 保坂庄兵衛室
- 前田利尚（四男）
- 岩 - 斉藤喜兵衛室
- 木村重勇（五男）生母は星野氏（側室）[3]
- 前田武宣（六男）
- 元 - 保坂庄左衛門室
- 能瀬能和（七男）
- 前田豊之丞
- 筒井正盈（九男）